# Etnarca
Etnarca, do grego ethnarkes (nação e líder, "έθνος" e "άρχων"), é um líder de uma etnia. O termo, e o cargo, foram utilizados na Roma Antiga, no Império Bizantino e no Império Otomano
Na tradição judaica, o etnarca tem o direito de usar a púrpura e a fivela de ouro o que faz dele um dinasta - é estratego (tem autoridade sobre o exército). Exemplo de etnarca foi o rei Herodes que foi ordenado rei da Judeia em 37 a.C. e que detinha plenos poderes em todos os assuntos internos do país. Antes dele, todavia, o primeiro etnarca da Judeia foi Hircano II, que já era sumo sacerdote. Membro da dinastia Asmoneia, apelou para Roma a fim de tomar o poder no lugar de seu irmão Aristóbulo II, mas em troca teve de se submeter ao poder romano e renunciar ao título de rei.